# Алима IV
Алима бин Мухаммад бин Абдулла Аль-Масили (араб. حليمة بنت محمد بن عبد الله الأول المسيلي‎; ум. 1792 год) — султана острова Анжуан (Коморские острова) из династии Масили.

## Биография
Алима была дочерью наследного принца Мухаммеда и внучкой султана Абдаллы I Аль-Масили. После того как ёе отец умер в 1787 году, Алима стала одним из основных претендентов на престол. Не смотря на то, что Анжуаном правила мусульманская арабская династия, ислам там практиковался умеренный. Поэтому, женщины не жили изолированно в гаремах и имели право на престолонаследование.
В то время когда отец Алимы умер, её дед султан Абдалла выполнял хадж в Мекку. После его возвращения на родину, Абдалла I официально сделал Алиму наследницей престола. В 1788 году Абдалла отрекся от престола в пользу своей внучки. Алима взошла на трон как четвертая женщина-правитель Анжуана через 70 лет после Алимы III. Во время её правления Анжуан был процветающим султанатом, который торговал рабами с арабами и европейцами.
После того как Алима IV умерла в 1792 году, ее дед Абдалла I снова взошел на престол и правил до 1796 года.